# Talitrus trukana
Talitrus trukana är en kräftdjursart. Talitrus trukana ingår i släktet Talitrus och familjen tångloppor. Inga underarter finns listade i Catalogue of Life.